# Marius Fiil
Marius Anton Pedersen Fiil (21. maj 1893 – 29. juni 1944) var en dansk kroejer og leder af modstandsgruppen Hvidstengruppen.

## Biografi
Han blev født den 21. maj 1893 i Hvidsten Kro som søn af dens ejer Niels Pedersen (Fiil) og den 35 årige hustru Nicoline Mathilde Pedersen, og døbt i Gassum Kirke trinitatis søndag samme år.
Han blev gift med Gudrun Margrethe Kjul Christensen Søvang, og da de fik sønnen Niels i 1920 var han husejer og cykelhandler.
Han arvede Hvidsten Kro fra sine forældre, og drev den sammen med sin kone, Gudrun Fiil. Sammen havde de sønnen Niels Fiil, og døtrene, Tulle Fiil, Ritta Fiil, Gerda Fiil og Bitten Fiil.

### Modstandsbevægelsen
Marius Fiil gik ind i modstandsbevægelsen i 1943 og dannede Hvidstengruppen, der hentede nedkastede våben og sendte dem videre ud i modstandsbevægelsens netværk. Gruppen blev arresteret af Gestapo den 11. marts 1944, en uge senere blev nyheden om deres anholdelse bragt i De frie Danske. Måneden efter skrev De frie Danske igen om Fiil, at han med flere fra Hvidsten var blevet overført fra Randers til Vestre Fængsel.
Den 29. juni 1944 blev Marius Fiil henrettet sammen med sin søn, svigersønnen Peder Bergenhammer Sørensen, og fem andre fra gruppen - mekanikeren Johan Kjær Hansen, radioforhandleren Niels Nielsen Kjær, karetmager Søren Peter Kristensen, møller Henning Andersen og dyrlæge Albert Carlo Iversen. De blev alle henrettet ved skydning i Ryvangen.
Marius Fiil ældste datter, Kirstine Fiil, der var gift med Peder Bergenhammer Sørensen, blev sammen med gårdejer Jens Stenz og chauffør Bjarne Hyldgård Andersen, idømt til livsvarigt tugthus. Hans yngste datter, Gerda Fiil, blev derimod idømt to års ungdomsfængsel. Vognmand Anders Venning Steensgård og købmand Knud Peter Buchhorn Christensen (1916-1987) blev også idømt fire års tugthus.

## Efter hans død
Den 15. juli 1944 skrev De frie Danske om henrettelsen af Fiil, hans søn og svigersøn, om den ældre datters livstidsdom, den yngre datters dom på to år, og sammenlignede Fiil med Svend Gønge og Niels Ebbesen, samtidigt med at de udtrykte medfølelse for den efterladte enke. Seks måneder efter skrev januarnummeret af modstandsavisen Frit Danmark at Fill og syv andre med navn nævnte medlemmer af Hvidsten gruppen var blevet henrettet den 29. juni året før.
Den 2. juli 1945 blev hans og hans søns jordiske rester fundet i Ryvangen og ført til Retsmedicinsk Institut, 10. juli samme år blev de kremeret i Bispebjerg Krematorium sammen med de seks andre henrettede medlemmer af gruppen.
Han er sammen med sønnen og de seks øvrige henrettede fra Hvidstengruppen mindet ved Hvidsten Kro og i Mindelunden i Ryvangen.

## Populær kultur
- I den danske drama-film fra 2012 Hvidsten Gruppen bliver Marius Fiil portrætteret af Jens Jørn Spottag.[12]